# 조슈아 잭슨
조슈아 잭슨(Joshua Jackson, 1978년 6월 11일 ~ )은 캐나다인 배우이다. 황금시간대 텔레비전과 32편이 넘는 영화에 출연했다. 영화《마이티 덕》의 찰리 콘웨이, 텔레비전 시리즈 《도슨의 청춘일기》의 페이시 위터, 《프린지》의 피터 비숍 역으로 잘 알려져 있다.

## 어린 시절
잭슨(조슈아 카터 잭슨)은 캐나다 브리티시 컬럼비아의 밴쿠버에서 피오나 잭슨과 존 카터의 아들로 태어났다. 잭슨의 아버지는 텍사스출신이며 어머니는 아일랜드 더블린 벨리퍼못에서 1960년대후반에 북미로 이주를 한 아일랜드인이다. 그는 가톨릭 신자로 자라났다. 애이슬리라는 이름의 여동생과, 아버지의 첫 번째 결혼으로 출생한 두명의 배다른 형제가 있는데 이들의 이름은 라이먼 및 조나단 카터이다. 잭슨은 8세까지 미국 캘리포니아에서 성장하였다. 캘리포니아에서 누이가 태어난 지 얼마 안되어 그의 부모는 이혼하였고 그의 누이의 이름을 "카터"에서 "잭슨"(어머니의 원래 성씨)으로 바꾸었다. 조슈아, 그의 어머니와 누이는 그 후 시애틀로 이사하였고, 여기서 그는 워싱턴주의 쇼어라인에 위치한 아인슈타인 중학교를 다녔다. 그 직후, 그는 어머니와 여동생과 함께 밴쿠버로 다시 돌아왔다. 그는 아이디얼 미니 스쿨을 다녔으며 후에 킷실라노 고등학교를 다녔다. 뉴욕타임즈와의 인터뷰에서, 잭슨은 존스튜어트 쇼때문에 고등학교에서 퇴학당했다고 말했다: "제가 사는 곳에선 [그 쇼]는 새벽 1시 30분에 방영되었어요, 그래서 존 스튜어트를 보느라고 밤늦께까지 있었죠. 그러다가 아침에 학교가는게 너무 피곤해-또는 게을러-지게 되었습니다. 그래서 저는 아침수업 두어개를 빼먹게 되었죠. 왜냐하면, 수업에 갔을 때는 몸이 좀 상쾌해지기를 바랐거든요." 그는 주장하기를 처음으로 수업을 빼먹은 것은 "태도"의 문제 및 "학교에 갈 기분이 아니기" 때문에 그랬다고 하였다.

## 배우직업
연기를 시작한 뒤 얼마지 않아 그는 마이티 덕 시리즈의 찰리역을 맡게 되는데 이 역은 제이크 질런홀도 고려대상이 되었었다(수년 후, 이 둘은 배트맨 비긴즈의 브루스 웨인/배트맨역으로 고려된 몇명의 연기자들 중에 있게 된다. 그러나 그 역할은 결국 크리스천 베일에게 돌아가게 된다). 잭슨은 후에 도슨스 크릭에서 페이시 윗터로 출연하게 되는데 이 프로그램은 워너브라더의 네트워크에서 1998-2003년 동안 방송하였으며, 제임스 밴 더 빅, 미셸 윌리엄스 및 케이티 홈스 등이 출연하였다. 이 쇼가 잠시 중단되었을 동안, 잭슨은 "The Skulls", "The Safety of Objects", "The Laramie Project"등의 영화에 출연하고 오션스 일레븐을 재영화한 작품에 짧게 카메오로서 등장하는데, 여기서 다른 배우와 함께 뿐 아니라 브래드 피트, 조지 클루니, 홀리 메리 콤즈 등의 배우와 포커 장면에 자기자신(조슈아)의 역할로서였다. 2000년에는 그는 심슨 가족의 12시즌째에 특별출연자로써 "멋진 환경주의자" 제시 그래스의 역할 및 "나무를 사랑하는 리사"편에서 리사 심슨의 연애상대로 목소리연기하였다.
2003년에 도슨의 청춘일기가 끝난지 얼마되지 않아, 잭슨은 데니스 호퍼(Americano), 하비 카이텔(Shadows in the Sun), 도널드 서덜랜드(Aurora Borealis)등과함께 주연역을 연기하였다. 2005년에는 잭슨은 영국으로 옮겨가 런던웨스트엔드극장가에서 패트릭 스튜어트와 함께 극작가 데이비드 매밋이 쓴 "A Life in the Theatre"에서 연극배우로 데뷰하였다. 이 연극은 비평 및 인기도에서 성공적이었고 그 해의 이월부터 사월까지 상연되었다. 잭슨은 최근의 인터뷰에서 이번에는 브로드웨이의 연극무대로 돌아가는 것을 시도해볼 생각도 해보겠다고 밝혔다. 그의 다음 영화 역할은 명배우가 총출연하여 합연하는 "One Week"라는 드라마로 캐나다의 독립영화였으며 2009년 삼월 육일 개봉하였다.
잭슨은 현재 J.J. 에이브럼스의 사이언스 픽션인 프린지에서 피터 비숍으로 출연하고 있으며 이 시리즈는 에이브럼스, 로베르토 오르시 및 앨릭스 커츠먼이 공동 제작하고있다. 이 시리즈는 팍스TV 네트워크에서 방영되고 있으며 2008-09년 시즌에 CBS의 멘탈리스트 다음으로, 두 번째 높은 시청률을 기록하였다.
잭슨은 "One Week"로 "제니 어워드의 최우수 남자 배우상"에 지명되었으며 2010년 사월 12일 이 상을 수상하였다.
2010 샌디에이고 코믹콘 장소의 바로 건너편 도로에서, 볼링셔츠를 입은 잭슨은 페이시-콘 행사를 주최, 진행하였으며 여기서 코믹-콘 행사장에 들어가기 위해 줄을 설정도로 운이 좋은 사람들에게 자신이 손수 쓴 팬픽션을 나누어 주었다. 이 이벤트의 장면이 '페이시-콘'이라는 제목의 비디오로 녹화되었으며 이는 잭슨이 윌 페럴의 Funny or Die라는 유명인사 유머 웹사이트에 올리기 위하여 찍은 것이다.

## 개인생활
잭슨은 2002년 11월 9일 미국 노스캐롤라이나의 랠리에서 열린 캐롤라이나 허리케인 아이스하키 경기장에서 안전요원과의 다툼으로 인하여 체포되었다. 그는 폭행, 소란, 약물중독 및 방해죄로 기소되었다. 체포당시 그의 혈중알콜농도는 0.14%였다. 그는 유죄를 인정하였고 알콜 교육 프로그램 참가를 선고 받았으며 이수후 24시간의 공동체 봉사활동을 하였다.
현재 잭슨은 파리와 밴쿠버에서 시간을 나눠 지내고 있으며 캘리포니아 토팡가에 위치한 그의 어린 시절의 집을 소유하고 있다. 그전에는 그는 TV프로그램 도슨의 청춘일기를 촬영한 곳인 노스케롤라이나의 윌밍턴에 살았으며 또한 프린지의 첫 번째 시즌을 촬영한 뉴욕에서도 살았다. 2009년에는 프린지의 두 번째 시즌을 촬영하기 위해 뱅쿠버로 다시 이사하였다.
잭슨은 케이티 홈즈, 브리태니 대니얼 및 로자리오 도슨등의 여배우등과 연인관계에 있기도 하였다. 2006년에는 다이앤 크루거와 데이트하기 시작하였다.